# Lincoln Premiere
La Premiere è un'autovettura full-size di lusso prodotta dalla Lincoln dal 1956 al 1960. Venne offerta in versione a due e quattro porte. Entrambe erano in grado di trasportare fino a sei passeggeri. Nella gamma Lincoln, dal 1956 al 1960, la Premiere era posizionata sotto la Continental, mentre dal 1956 al 1959 era collocata sopra la Capri. 

## La prima serie: 1956–1957

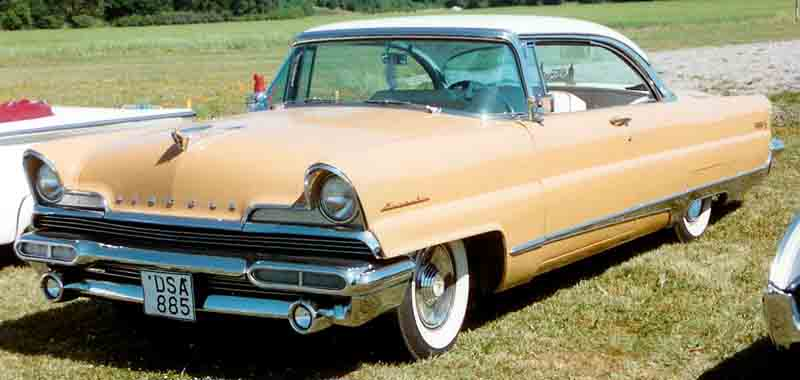
Una Lincoln Premiere hardtop del 1956

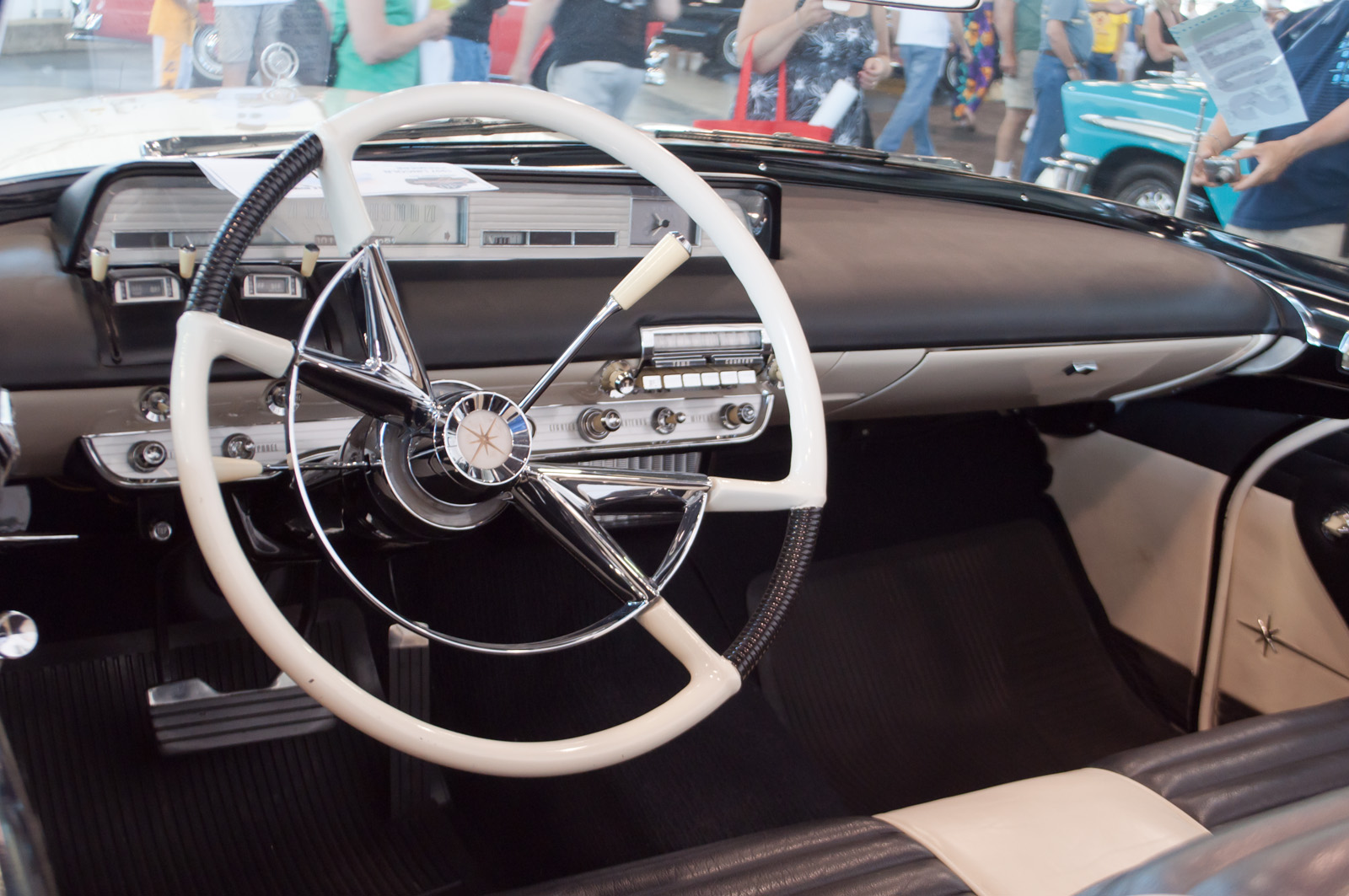
Gli interni di una Lincoln Premiere cabriolet del 1957

La prima serie della Premiere era dotata di un motore V8 da 6 L di cilindrata. Il cambio disponibile era solo uno, vale a dire un Turbo-Drive automatico a tre rapporti. Il motore era montato anteriormente, mentre la trazione era posteriore.
La Premiere ereditò l'aspetto esteriore da due concept car radicalmente differenti, vale a dire la Mercury XM-800 e la Lincoln Futura. La Premiere divenne famosa per la sua linea, per la qualità dei suoi interni e per la presenza di alcune particolarità come le bocchette dell'aria condizionata posizionate nella parte alta dell'abitacolo come sugli aerei. I sedili regolabili elettricamente in quattro posizioni erano offerti tra le opzioni. Le sospensioni anteriori era indipendenti con barra stabilizzatrice.
Questa prima generazione di Premiere, che venne progettata da Bill Schmidt, fu assemblata a Los Angeles, Wayne, Deaborn e Saint Louis. Nel 1956 la Premiere era in vendita, approssimativamente, a 4.600 dollari.

## La seconda serie: 1958–1960
La seconda serie della Premiere fu uno dei primi modelli Lincoln ad essere prodotto a Wixom, nel Michigan. A differenza della serie precedente, questo stabilimento produttivo fu l'unico dove venne assemblata tale generazione. Questa nuova serie di Premiere era dotata di un pianale a monoscocca che condivideva con la Lincoln-Zephyr e la Lincoln Continental.
Come la Capri, questa serie di Premiere fu una tra le più grandi auto mai costruite fino ad allora, addirittura più grande dei modelli Cadillac. Inoltre, similmente al modello citato, la Premiere fu la più grande vettura Lincoln a non essere dotata di paraurti conformi alle leggi federali dell'epoca, che prevedevano l'obbligo di assorbimento delle collisioni almeno fino a 8 km/h. Un'altra similitudine con la Capri fu lo spazio disponibile per le spalle dei passeggeri che toccò, per entrambi i modelli, un valore record per le vetture Lincoln. La radio FM fu un'opzione rara.
Questa seconda serie di Premiere, che fu progettata da John Najjar, era dotata di un motore V8 da 7 L. Il motore era montato anteriormente, mentre la trazione era posteriore. L'unico cambio disponibile era un Turbo-Drive automatico a tre rapporti.

## Gli esemplari prodotti
| Anno   | Berline | Hardtop quattro porte | Hardtop due porte | Cabriolet | Totale  |
| ------ | ------- | --------------------- | ----------------- | --------- | ------- |
| 1956   | 19.465  |                       | 19.619            | 2.447     | 41.531  |
| 1957   | 5.139   | 11.223                | 15.185            | 3.676     | 35.223  |
| 1958   | 1.660   | 5.572                 | 3.043             |           | 10.275  |
| 1959   | 1.312   | 4.606                 | 1.963             |           | 7.881   |
| 1960   | 1.010   | 4.200                 | 1.364             |           | 6.574   |
| Totale | 28.586  | 25.601                | 41.174            | 6.123     | 101.484 |